# Німецько-чорногорські відносини
Німецько-чорногорські відносини — це зовнішні відносини між Німеччиною та Чорногорією. Обидві країни встановили дипломатичні відносини 14 червня 2006 року. Німеччина має посольство в Подгориці. Чорногорія має посольство в Берліні та генеральне консульство у Франкфурті. Обидві країни є членами НАТО і Ради Європи. Крім того, Німеччина є членом ЄС, а Чорногорія — кандидатом на вступ до ЄС. У 1997 році німецький бундесвер використовував аеропорт Подгориці для проведення операції «Лібелла», що призвело до першої сутички за участю німецьких військ з часів Другої світової війни. Німеччина є членом Бюро спостерігачів ОЧЕС, а Чорногорія разом зі Словенією є країною-партнером по секторальному діалогу в рамках ОЧЕС.

## Постійні дипломатичні представництва
- Німеччина має посольство в Подгориці.
- Чорногорія має посольство в Берліні.

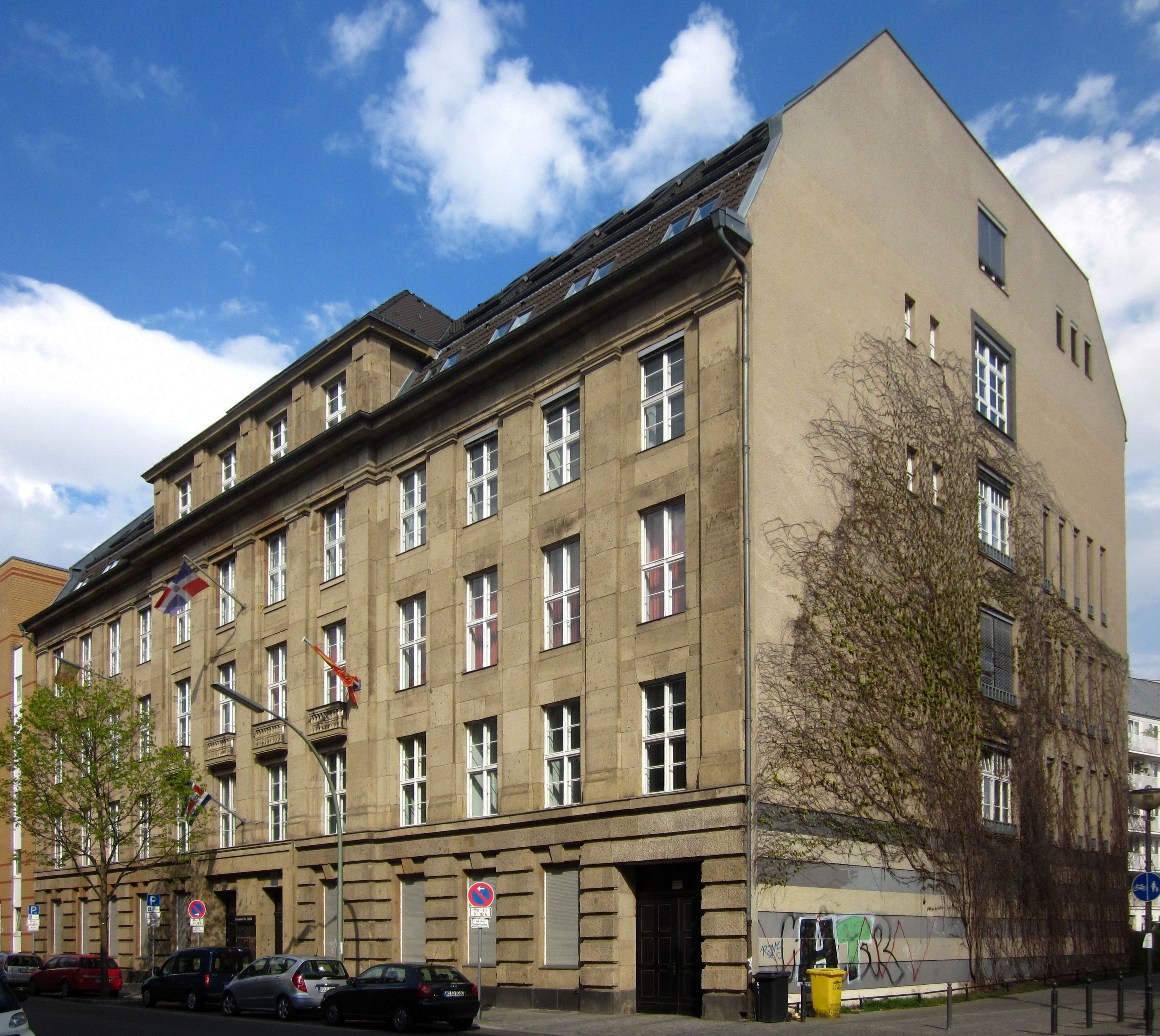
Посольство Чорногорії в Берліні